# محمدعلی شاکری‌راد

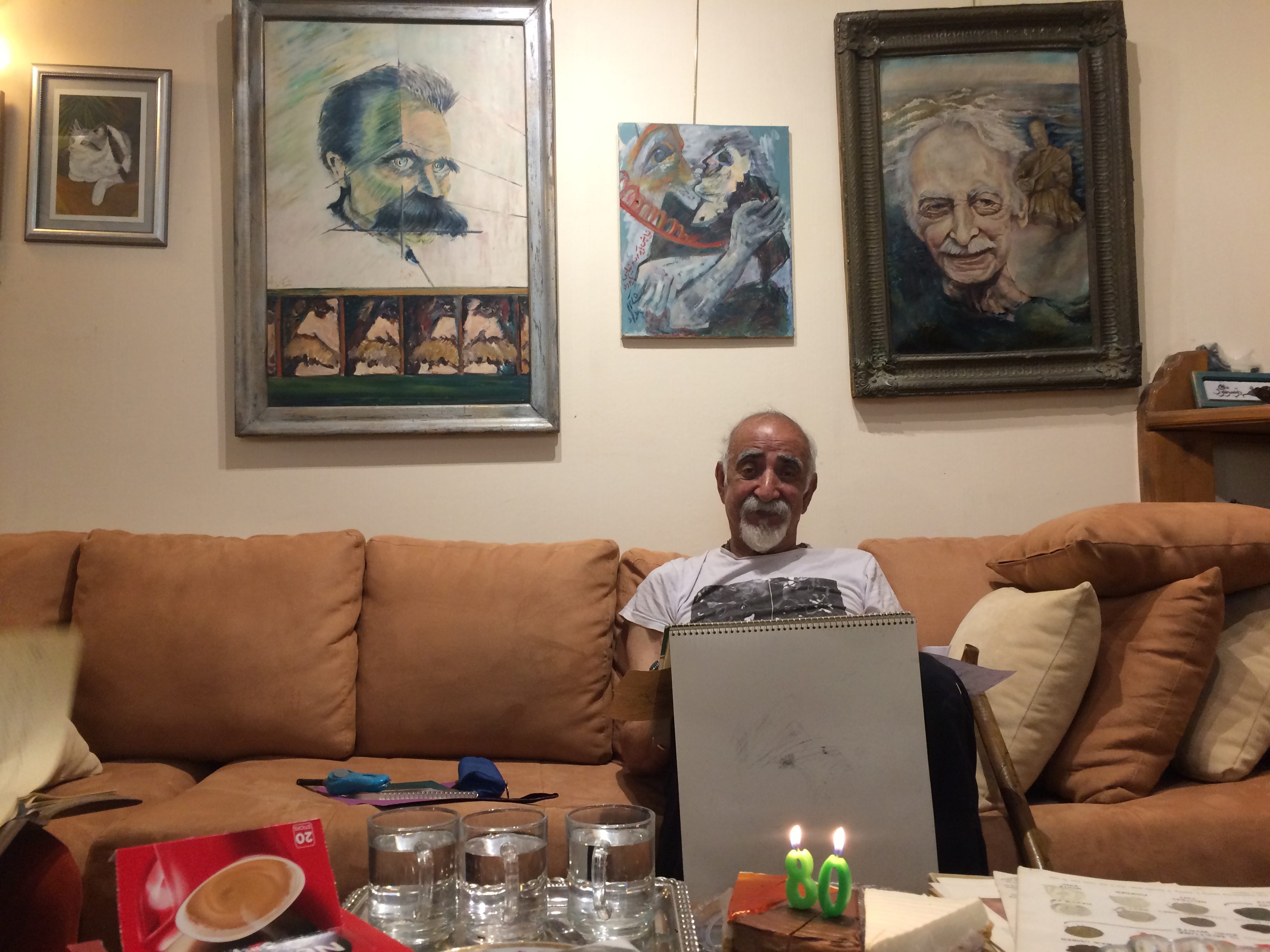
تولد 80 سالگی استاد شاکری راد

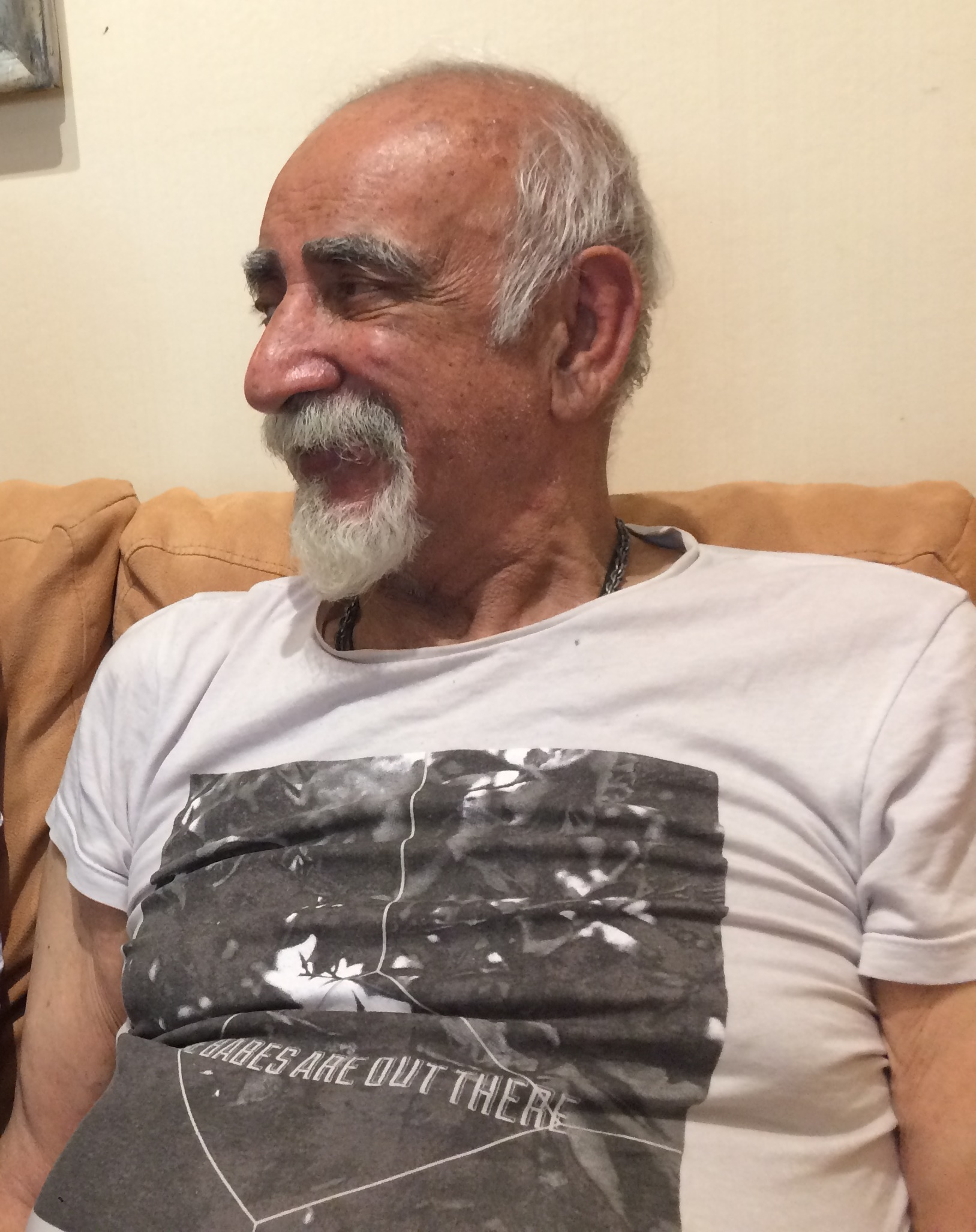

محمدعلی (فرامرز) شاکری‌راد (زادۀ تیرماه ۱۳۲۰  در رشت) هنرمند نقاش، اسطوره‌شناس، نویسنده و استاد دانشگاه بود.
وی از نقاشان سبک مدرن بود.  او از کودکی به نقاشی علاقه داشت و نقاشی را به صورت خودآموخته شروع و تحصیلات خود را در زمینه هنر و معماری ادامه داد.
او کارشناسی ارشد معماری خود را در سال ۱۳۴۹ از دانشگاه هنر تهران دریافت کرد و به مدت شش سال مدیریت دانشکده هنر دانشگاه آزاد اسلامی و مدیریت گروه معماری دانشگاه آزاد اسلامی را بر عهده داشت.
او که از همقطاران محمدابراهیم جعفری بود در دانشگاه به تدریس تاریخ هنر معاصر، انسان طبیعت طراحی، مبانی و دروس عملی پرداخت. شاکری راد همچنین مدتی در دانشگاه الزهرا تدریس کرد.
از تالیفات او می‌توان به دو جلد کتاب مرجع انسان، طبیعت طراحی (ارگونومی)، کتاب خلاقیت در هنر معاصر، کتاب روش تحقیق در هنر، کتاب هندسه نقوش و کتاب تاریخ هنرمعاصر ایران (پنج دهه اخیر) اشاره کرد. از وی مقالات بسیاری در زمینه هنر منتشر شد که از جمله می‌توان به «هنر پدیده ایست اندیشمندانه»، «هنر از هست تا بودن»، نقد فیلم‌های ماجراجویان- داش آکل- درشکه‌چی، سلسله مقالات «انسان، طبیعت، هنر خلاق»، نقش هویت هنر نقاشی سنتی اشاره کرد.
شاکری راد همچنین در موضوعات تأثیر اساطیر در هنر ایران، نقش فرم در معماری، طرحهای نمادین هنر ایرانی، بازگشت پست مدرنیسم، معنویت گرایی در هنر مدرن، مدرنیته در هنر معاصر، نقش کاریکاتور در هنر معاصر، مدرنیسم و پسامدرنیسم به ارائه سخنرانی و سمینار پرداخت.
تمبر ۸۰ سالگی او به همت گالری حقدوست آرت در خرداد ماه ۹۹ رونمایی شد. همسر وی زهرا تجویدی، دختر زنده‌یاد علی تجویدی است.
وی در عمر هنری خود ۱۱ نمایشگاه انفرادی و ۱۹ نمایشگاه جمعی در گالری‌های مختلف برگزار کرد.
مجموعه آثار تجسمی از گاو که در نمایشگاهی جداگانه به نمایش درآمد، پرتره فریدریش نیچه، استاد احمد عبادی و تابلوی جاویدان تقابل استاد کمال‌الملک و ونسان ون گوگ از آثار بی‌نظیر ایشان است.

## درگذشت
محمدعلی شاکری‌راد نقاش، اسطوره‌شناس و استاد دانشگاه ۹ آذر ماه ۱۴۰۰ دار فانی را وداع گفت.